# Семья почемучек
«Семья почемучек» (англ. The Why Why Family) — познавательный мультсериал режиссёра Бруно Бьянки, производства Saban Entertainment и CineGroupe. Впервые был показан в 1996 году, затем в 1998 году на канале Fox, а после на канале Fox Kids Russia.

## Сюжет
Виктор очень любопытный ребёнок, когда он научился говорить, его первым словом было: «Почему?». Его семья даст развернутые ответы на его вопросы, потому что все члены его семьи являются специалистами в той или иной области.

## Персонажи
- Виктор — главный герой мультсериала, который постоянно узнаёт что-то новое от своих родителей. В начале каждой серии рассказывает о том, что будет узнавать у своих близких, а в конце рассказывает, что узнал.
- Макс — папа Виктора, специализируется в технической области. В конце каждой серии спрашивает Виктора, о чём он узнал. Носит красную кепку козырьком назад и синий комбинезон поверх оранжевой рубашки.
- Ванилла и птички Квик и Квак — мама Виктора, специализируется на ботанике и зоологии. Отличается от других родственников Виктора светлыми, длинными и объёмными волосами (цвет которых унаследовал её сын). Одета в белую майку и синие брюки.
- Эрта и дракон Базальт — бабушка Виктора, специализируется в географии и геологии. Носит голубую рубашку с короткими рукавами и красную юбку до колен. Дракон умеет перевоплощаться в различные транспортные средства.
- Космо и пёс Спутник — дедушка Виктора, специализируется в астрономической области, носит синий лётный шлем, красно-коричневый свитер и синие штаны, пёс оранжевый с чёрными пятнами.
- Микро и Скопо — оба дяди Виктора, специализируются в анатомии. Первый носит белую шляпу с полями, красный жилет на пуговицах поверх белой рубашки и серые брюки, второй полосатую черно-жёлтую футболку и зелёные штаны. Оба имеют чёрные тени вокруг глаз.

## Список серий

### Первая серия
- как вода становится паром и росой;
- как работают батарейки;
- как из семян вырастают новые растения;
- как волосы и ногти защищают нас;
- как большая красная звезда проваливается в чёрную дыру.

### Вторая серия
- что такое озоновый слой и откуда в нём дырки;
- зачем человеку нужен сон;
- как на ферме доят коров;
- как снимают фильмы;
- как мы говорим.

### Третья серия
- что такое руда (камни и минералы);
- как мы растем, что такое щитовидная железа;
- как растут деревья;
- откуда берется вода (круговорот воды в природе);
- почему человек не полетел дальше Луны.

### Четвёртая серия
- почему реки текут в океан;
- как работают разные замки;
- про зимнюю спячку животных;
- почему у людей болит голова;
- почему Луна не всегда полная.

### Пятая серия
- как работает лифт;
- откуда берутся звезды, и что бывает, когда они догорают;
- откуда берется песок;
- про рефлексы;
- почему нас кусают комары.

### Шестая серия
- про погоду и её предсказание;
- про планету Плутон;
- как энергия воды превращается в электричество (гидроэлектростанция);
- как мы смеемся;
- как звезды на небе образуют рисунки под названием созвездия.

### Седьмая серия
- как холоднокровные животные регулируют температуру тела;
- как действуют лупа и телескоп;
- как образовалась Земля;
- как образуется радуга;
- как работают бицепсы и трицепсы.

### Восьмая серия
- почему извергаются вулканы;
- как устроены фотоаппараты;
- про бактерии и вирусы;
- про зебр в Африке;
- про Солнечную систему.

### Девятая серия
- как работает пульт дистанционного управления;
- отчего люди чихают;
- почему светят звезды;
- почему гром всегда следует за молнией;
- как живут растения.

### Десятая серия
- для чего нужны черные полоски на продуктах в магазине;
- откуда цветы берут свои краски;
- почему в космосе есть невесомость;
- отчего у нас немеют ноги и руки, когда мы спим;
- почему идет дождь.

### Одиннадцатая серия
- про падающие звезды;
- про окаменелости;
- как летают птицы;
- как работает автомобиль;
- про наследственность.

### Двенадцатая серия
- про галактику;
- откуда берутся волны;
- как работает телефакс;
- как пауки ткут свою паутину;
- почему мы потеем.

### Тринадцатая серия
- есть ли жизнь в космосе;
- почему мы иногда кое-что забываем;
- как пчелы делают мед;
- как работает ксерокс;
- про ледниковый период.

### Четырнадцатая серия
- почему некоторые животные считаются млекопитающими;
- почему летают самолеты;
- про затмение;
- про приливы и отливы;
- как работают наши уши.

### Пятнадцатая серия
- как работает телефон;
- про коралловые рифы;
- почему светит Солнце;
- откуда берутся горы;
- почему мы чувствуем вкус и запах.

### Шестнадцатая серия
- как работает холодильник;
- откуда берется ветер;
- почему мы должны есть всякую пищу, даже если она нам не нравится;
- почему мы не падаем с Земли, хоть она круглая;
- почему кошки мурлычат.

### Семнадцатая серия
- почему бывают разные климаты;
- почему осенью опадают листья;
- как работает телевизор;
- про кометы;
- что происходит с пищей после того, как мы её съедим.

### Восемнадцатая серия
- откуда берется туман;
- почему летает вертолет;
- почему летучие мыши млекопитающие, а не птицы;
- как на зубах возникает кариес;
- почему меняются времена года.

### Девятнадцатая серия
- про снежные лавины;
- как работают солнечные батареи и панели;
- какими бывают глубоководные рыбы;
- что такое жар, и что происходит, когда мы болеем;
- почему мыло отмывает.

### Двадцатая серия
- как образовались уголь и нефть;
- как плавает батискаф;
- про кактусы;
- как заживают раны;
- как спутники собирают и передают информацию.

### Двадцать первая серия
- зачем кенгуру нужны сумки;
- как работает микроволновая печь;
- всё про плесень и грибы;
- что такое сердце и как оно работает;
- откуда на Луне кратеры.

### Двадцать вторая серия
- на что похоже дно океана;
- почему змеи меняют кожу;
- как электричество зажигает лампочку;
- отчего бывает день и ночь;
- как мы дышим.

### Двадцать третья серия
- про пустыню;
- про Юпитер;
- как гусеница превращается в бабочку;
- как вода поступает в кран из водохранилища;
- про кольца Сатурна.

### Двадцать четвёртая серия
- почему лягушки живут в воде и на земле;
- как склеивают разбитые вещи;
- как разные птицы строят гнезда;
- что с нами бывает, когда кружится голова;
- про телескопы.

### Двадцать пятая серия
- откуда берутся ледники;
- почему лазерный пучок движется по прямой;
- как начинаются землетрясения;
- про слезы в глазах;
- про Венеру и Меркурий.